# Férfi kosárlabdatorna a 2020. évi nyári olimpiai játékokon
A 2020. évi nyári olimpiai játékokon a férfi kosárlabdatornát 2021. július 25. és augusztus 7. között rendezték.

## Résztvevők
| Kvalifikáció                           | Kvalifikáció                          | Dátum                                | Helyszín | Csapatok | Kijutott         |
| -------------------------------------- | ------------------------------------- | ------------------------------------ | -------- | -------- | ---------------- |
| Házigazda                              | Házigazda                             | N/A                                  | N/A      | 1        | Japán            |
| 2019-es FIBA Kosárlabda-világbajnokság | Afrika                                | 2019. augusztus 31. – szeptember 15. | Kína     | 1        | Nigéria          |
| 2019-es FIBA Kosárlabda-világbajnokság | Észak-, Dél-Amerika                   | 2019. augusztus 31. – szeptember 15. | Kína     | 2        | Argentína        |
| 2019-es FIBA Kosárlabda-világbajnokság | Észak-, Dél-Amerika                   | 2019. augusztus 31. – szeptember 15. | Kína     | 2        | Egyesült Államok |
| 2019-es FIBA Kosárlabda-világbajnokság | Ázsia                                 | 2019. augusztus 31. – szeptember 15. | Kína     | 1        | Irán             |
| 2019-es FIBA Kosárlabda-világbajnokság | Európa                                | 2019. augusztus 31. – szeptember 15. | Kína     | 2        | Franciaország    |
| 2019-es FIBA Kosárlabda-világbajnokság | Európa                                | 2019. augusztus 31. – szeptember 15. | Kína     | 2        | Spanyolország    |
| 2019-es FIBA Kosárlabda-világbajnokság | Óceánia                               | 2019. augusztus 31. – szeptember 15. | Kína     | 1        | Ausztrália       |
| 2020-as FIBA olimpiai selejtező torna  | 2020-as FIBA olimpiai selejtező torna | 2021. június 29. – július 4.         | Victoria | 1        | Csehország       |
| 2020-as FIBA olimpiai selejtező torna  | 2020-as FIBA olimpiai selejtező torna | 2021. június 29. – július 4.         | Split    | 1        | Németország      |
| 2020-as FIBA olimpiai selejtező torna  | 2020-as FIBA olimpiai selejtező torna | 2021. június 29. – július 4.         | Kaunas   | 1        | Szlovénia        |
| 2020-as FIBA olimpiai selejtező torna  | 2020-as FIBA olimpiai selejtező torna | 2021. június 29. – július 4.         | Belgrád  | 1        | Olaszország      |
| Összesen                               | Összesen                              | Összesen                             | Összesen | 12       |                  |

## Formátum
A 12 csapatot három csoportba osztották. A csoportok első két helyezettje és a két legjobb harmadik helyezett továbbjut a negyeddöntőbe. Ezt követően kiemelés alapján (az első négy kiemelt, a másik négy nem kiemelt csapat) sorsolás dönt a negyeddöntők párosításáról. A negyeddöntőtől egyenes kieséses rendszerben folytatódik a torna.

## Csoportkör
A mérkőzések kezdési időpontjai helyi idő szerint (UTC+9), zárójelben magyar idő szerint olvashatóak (UTC+2).

### A csoport
| Hely. | Csapat                 | M | Gy | V | P+  | P–  | Pk  | P | Továbbjutás |
| ----- | ---------------------- | - | -- | - | --- | --- | --- | - | ----------- |
| 1.    | Franciaország (FRA)    | 3 | 3  | 0 | 259 | 215 | +44 | 6 | Negyeddöntő |
| 2.    | Egyesült Államok (USA) | 3 | 2  | 1 | 315 | 233 | +82 | 5 | Negyeddöntő |
| 3.    | Csehország (CZE)       | 3 | 1  | 2 | 245 | 294 | −49 | 4 |             |
| 4.    | Irán (IRI)             | 3 | 0  | 3 | 206 | 283 | −77 | 3 |             |

| 2021. július 25. 10:00 (3:00) | Irán (IRI)                               | 78–84     | Csehország (CZE)     | Saitama Super Arena, Szaitama Játékvezetők: Matthew Kallio (CAN), Scott Beker (AUS), Yener Yılmaz (TUR) |
| 2021. július 25. 10:00 (3:00) | (19–25, 11–21, 16–21, 32–17) Jegyzőkönyv |           |                      | Saitama Super Arena, Szaitama Játékvezetők: Matthew Kallio (CAN), Scott Beker (AUS), Yener Yılmaz (TUR) |
| 2021. július 25. 10:00 (3:00) | Jamshidi 16                              | Pont      | Auda 16              | Saitama Super Arena, Szaitama Játékvezetők: Matthew Kallio (CAN), Scott Beker (AUS), Yener Yılmaz (TUR) |
| 2021. július 25. 10:00 (3:00) | Haddadi 10                               | Lepattanó | Balvín, Satoranský 8 | Saitama Super Arena, Szaitama Játékvezetők: Matthew Kallio (CAN), Scott Beker (AUS), Yener Yılmaz (TUR) |
| 2021. július 25. 10:00 (3:00) | Jamshidi 7                               | Gólpassz  | Satoranský 8         | Saitama Super Arena, Szaitama Játékvezetők: Matthew Kallio (CAN), Scott Beker (AUS), Yener Yılmaz (TUR) |

| 2021. július 25. 21:00 (14:00) | Franciaország (FRA)                      | 83–76     | Egyesült Államok (USA) | Saitama Super Arena, Szaitama Játékvezetők: Guilherme Locatelli (BRA), Michael Weiland (CAN), Manuel Mazzoni (ITA) |
| 2021. július 25. 21:00 (14:00) | (15–22, 22–23, 25–11, 21–20) Jegyzőkönyv |           |                        | Saitama Super Arena, Szaitama Játékvezetők: Guilherme Locatelli (BRA), Michael Weiland (CAN), Manuel Mazzoni (ITA) |
| 2021. július 25. 21:00 (14:00) | Fournier 28                              | Pont      | Holiday 18             | Saitama Super Arena, Szaitama Játékvezetők: Guilherme Locatelli (BRA), Michael Weiland (CAN), Manuel Mazzoni (ITA) |
| 2021. július 25. 21:00 (14:00) | Gobert 9                                 | Lepattanó | Adebayo 10             | Saitama Super Arena, Szaitama Játékvezetők: Guilherme Locatelli (BRA), Michael Weiland (CAN), Manuel Mazzoni (ITA) |
| 2021. július 25. 21:00 (14:00) | Batum, de Colo 5                         | Gólpassz  | Green, Holiday 4       | Saitama Super Arena, Szaitama Játékvezetők: Guilherme Locatelli (BRA), Michael Weiland (CAN), Manuel Mazzoni (ITA) |

| 2021. július 28. 13:40 (6:40) | Egyesült Államok (USA)                   | 120–66    | Irán (IRI)            | Saitama Super Arena, Szaitama Játékvezetők: Antonio Conde (ESP), Yohan Rosso (FRA), Andreia Silva (BRA) |
| 2021. július 28. 13:40 (6:40) | (28–12, 32–18, 22–13, 38–23) Jegyzőkönyv |           |                       | Saitama Super Arena, Szaitama Játékvezetők: Antonio Conde (ESP), Yohan Rosso (FRA), Andreia Silva (BRA) |
| 2021. július 28. 13:40 (6:40) | LIllard 21                               | Pont      | Haddadi 15            | Saitama Super Arena, Szaitama Játékvezetők: Antonio Conde (ESP), Yohan Rosso (FRA), Andreia Silva (BRA) |
| 2021. július 28. 13:40 (6:40) | Booker, Durant 5                         | Lepattanó | Haddadi 6             | Saitama Super Arena, Szaitama Játékvezetők: Antonio Conde (ESP), Yohan Rosso (FRA), Andreia Silva (BRA) |
| 2021. július 28. 13:40 (6:40) | LaVine                                   | Gólpassz  | Jalalpoor, Jamshidi 3 | Saitama Super Arena, Szaitama Játékvezetők: Antonio Conde (ESP), Yohan Rosso (FRA), Andreia Silva (BRA) |

| 2021. július 28. 21:00 (14:00) | Csehország (CZE)                         | 77–97     | Franciaország (FRA) | Saitama Super Arena, Szaitama Játékvezetők: Juan Fernández (ARG), Manuel Mazzoni (ITA), Leandro Lezcano (ARG) |
| 2021. július 28. 21:00 (14:00) | (28–22, 12–29, 16–26, 21–20) Jegyzőkönyv |           |                     | Saitama Super Arena, Szaitama Játékvezetők: Juan Fernández (ARG), Manuel Mazzoni (ITA), Leandro Lezcano (ARG) |
| 2021. július 28. 21:00 (14:00) | Veselý 19                                | Pont      | Fournier 21         | Saitama Super Arena, Szaitama Játékvezetők: Juan Fernández (ARG), Manuel Mazzoni (ITA), Leandro Lezcano (ARG) |
| 2021. július 28. 21:00 (14:00) | Gobert 10                                | Lepattanó | Balvín 8            | Saitama Super Arena, Szaitama Játékvezetők: Juan Fernández (ARG), Manuel Mazzoni (ITA), Leandro Lezcano (ARG) |
| 2021. július 28. 21:00 (14:00) | de Colo 8                                | Gólpassz  | Satoranský 9        | Saitama Super Arena, Szaitama Játékvezetők: Juan Fernández (ARG), Manuel Mazzoni (ITA), Leandro Lezcano (ARG) |

| 2021. július 31. 10:00 (3:00) | Irán (IRI)                               | 62–79     | Franciaország (FRA) | Saitama Super Arena, Szaitama Játékvezetők: Guilherme Locatelli (BRA), Leandro Lezcano (ARG), Rabah Noujaim (LIB) |
| 2021. július 31. 10:00 (3:00) | (17–22, 10–24, 20–16, 15–17) Jegyzőkönyv |           |                     | Saitama Super Arena, Szaitama Játékvezetők: Guilherme Locatelli (BRA), Leandro Lezcano (ARG), Rabah Noujaim (LIB) |
| 2021. július 31. 10:00 (3:00) | Haddadi 18                               | Pont      | Heurtel 16          | Saitama Super Arena, Szaitama Játékvezetők: Guilherme Locatelli (BRA), Leandro Lezcano (ARG), Rabah Noujaim (LIB) |
| 2021. július 31. 10:00 (3:00) | Haddadi 12                               | Lepattanó | négy játékos 5      | Saitama Super Arena, Szaitama Játékvezetők: Guilherme Locatelli (BRA), Leandro Lezcano (ARG), Rabah Noujaim (LIB) |
| 2021. július 31. 10:00 (3:00) | Haddadi 5                                | Gólpassz  | de Colo 5           | Saitama Super Arena, Szaitama Játékvezetők: Guilherme Locatelli (BRA), Leandro Lezcano (ARG), Rabah Noujaim (LIB) |

| 2021. július 31. 21:00 (14:00) | Egyesült Államok (USA)                   | 119–84    | Csehország (CZE) | Saitama Super Arena, Szaitama Játékvezetők: Aleksandar Glišić (SRB), Manuel Mazzoni (ITA), Maripier Malo (CAN) |
| 2021. július 31. 21:00 (14:00) | (18–25, 29–18, 35–17, 37–24) Jegyzőkönyv |           |                  | Saitama Super Arena, Szaitama Játékvezetők: Aleksandar Glišić (SRB), Manuel Mazzoni (ITA), Maripier Malo (CAN) |
| 2021. július 31. 21:00 (14:00) | Tatum 27                                 | Pont      | Schilb 17        | Saitama Super Arena, Szaitama Játékvezetők: Aleksandar Glišić (SRB), Manuel Mazzoni (ITA), Maripier Malo (CAN) |
| 2021. július 31. 21:00 (14:00) | Durant 8                                 | Lepattanó | Satoranský 8     | Saitama Super Arena, Szaitama Játékvezetők: Aleksandar Glišić (SRB), Manuel Mazzoni (ITA), Maripier Malo (CAN) |
| 2021. július 31. 21:00 (14:00) | Durant 8                                 | Gólpassz  | Satoranský 6     | Saitama Super Arena, Szaitama Játékvezetők: Aleksandar Glišić (SRB), Manuel Mazzoni (ITA), Maripier Malo (CAN) |

### B csoport
| Hely. | Csapat            | M | Gy | V | P+  | P–  | Pk  | P | Továbbjutás |
| ----- | ----------------- | - | -- | - | --- | --- | --- | - | ----------- |
| 1.    | Ausztrália (AUS)  | 3 | 3  | 0 | 259 | 226 | +33 | 6 | Negyeddöntő |
| 2.    | Olaszország (ITA) | 3 | 2  | 1 | 255 | 239 | +16 | 5 | Negyeddöntő |
| 3.    | Németország (GER) | 3 | 1  | 2 | 257 | 273 | −16 | 4 | Negyeddöntő |
| 4.    | Nigéria (NGR)     | 3 | 0  | 3 | 230 | 263 | −33 | 3 |             |

| 2021. július 25. 13:40 (6:40) | Németország (GER)                        | 82–92     | Olaszország (ITA) | Saitama Super Arena, Szaitama Játékvezetők: Antonio Conde (ESP), Ahmed Al-Shuwaili (IRQ), Yevgeniy Mikheyev (KAZ) |
| 2021. július 25. 13:40 (6:40) | (32–22, 14–21, 26–25, 10–24) Jegyzőkönyv |           |                   | Saitama Super Arena, Szaitama Játékvezetők: Antonio Conde (ESP), Ahmed Al-Shuwaili (IRQ), Yevgeniy Mikheyev (KAZ) |
| 2021. július 25. 13:40 (6:40) | Lô 24                                    | Pont      | Fontecchio 20     | Saitama Super Arena, Szaitama Játékvezetők: Antonio Conde (ESP), Ahmed Al-Shuwaili (IRQ), Yevgeniy Mikheyev (KAZ) |
| 2021. július 25. 13:40 (6:40) | Voigtmann 6                              | Lepattanó | Melli 9           | Saitama Super Arena, Szaitama Játékvezetők: Antonio Conde (ESP), Ahmed Al-Shuwaili (IRQ), Yevgeniy Mikheyev (KAZ) |
| 2021. július 25. 13:40 (6:40) | három játékos 4                          | Gólpassz  | Mannion 7         | Saitama Super Arena, Szaitama Játékvezetők: Antonio Conde (ESP), Ahmed Al-Shuwaili (IRQ), Yevgeniy Mikheyev (KAZ) |

| 2021. július 25. 17:20 (10:20) | Ausztrália (AUS)                         | 84–65     | Nigéria (NGR)   | Saitama Super Arena, Szaitama Játékvezetők: Ademir Zurapović (BIH), Luis Castillo (ESP), Takaki Kato (JPN) |
| 2021. július 25. 17:20 (10:20) | (23–23, 20–17, 15–12, 26–13) Jegyzőkönyv |           |                 | Saitama Super Arena, Szaitama Játékvezetők: Ademir Zurapović (BIH), Luis Castillo (ESP), Takaki Kato (JPN) |
| 2021. július 25. 17:20 (10:20) | Mills 25                                 | Pont      | Emegano 12      | Saitama Super Arena, Szaitama Játékvezetők: Ademir Zurapović (BIH), Luis Castillo (ESP), Takaki Kato (JPN) |
| 2021. július 25. 17:20 (10:20) | Kay 8                                    | Lepattanó | Achiuwa 6       | Saitama Super Arena, Szaitama Játékvezetők: Ademir Zurapović (BIH), Luis Castillo (ESP), Takaki Kato (JPN) |
| 2021. július 25. 17:20 (10:20) | Mills 6                                  | Gólpassz  | Agada, Okogie 3 | Saitama Super Arena, Szaitama Játékvezetők: Ademir Zurapović (BIH), Luis Castillo (ESP), Takaki Kato (JPN) |

| 2021. július 28. 10:00 (3:00) | Nigéria (NGR)                            | 92–99     | Németország (GER) | Saitama Super Arena, Szaitama Játékvezetők: Omar Bermúdez (MEX), Mārtiņš Kozlovskis (LAT), Rabah Noujaim (LIB) |
| 2021. július 28. 10:00 (3:00) | (21–24, 29–26, 24–24, 18–25) Jegyzőkönyv |           |                   | Saitama Super Arena, Szaitama Játékvezetők: Omar Bermúdez (MEX), Mārtiņš Kozlovskis (LAT), Rabah Noujaim (LIB) |
| 2021. július 28. 10:00 (3:00) | Nwora 33                                 | Pont      | Voigtmann 19      | Saitama Super Arena, Szaitama Játékvezetők: Omar Bermúdez (MEX), Mārtiņš Kozlovskis (LAT), Rabah Noujaim (LIB) |
| 2021. július 28. 10:00 (3:00) | Nwora 7                                  | Lepattanó | Thiemann 10       | Saitama Super Arena, Szaitama Játékvezetők: Omar Bermúdez (MEX), Mārtiņš Kozlovskis (LAT), Rabah Noujaim (LIB) |
| 2021. július 28. 10:00 (3:00) | Emegano 6                                | Gólpassz  | Lo 9              | Saitama Super Arena, Szaitama Játékvezetők: Omar Bermúdez (MEX), Mārtiņš Kozlovskis (LAT), Rabah Noujaim (LIB) |

| 2021. július 28. 17:20 (10:20) | Olaszország (ITA)                        | 83–86     | Ausztrália (AUS) | Saitama Super Arena, Szaitama Játékvezetők: Michael Weiland (CAN), Steven Anderson (USA), Ahmed Al-Shuwaili (IRQ) |
| 2021. július 28. 17:20 (10:20) | (25–25, 20–19, 17–21, 21–21) Jegyzőkönyv |           |                  | Saitama Super Arena, Szaitama Játékvezetők: Michael Weiland (CAN), Steven Anderson (USA), Ahmed Al-Shuwaili (IRQ) |
| 2021. július 28. 17:20 (10:20) | Fontecchio 22                            | Pont      | Landale 18       | Saitama Super Arena, Szaitama Játékvezetők: Michael Weiland (CAN), Steven Anderson (USA), Ahmed Al-Shuwaili (IRQ) |
| 2021. július 28. 17:20 (10:20) | Polonara 7                               | Lepattanó | három játékos 7  | Saitama Super Arena, Szaitama Játékvezetők: Michael Weiland (CAN), Steven Anderson (USA), Ahmed Al-Shuwaili (IRQ) |
| 2021. július 28. 17:20 (10:20) | Mannion 7                                | Gólpassz  | Ingles, Mills 5  | Saitama Super Arena, Szaitama Játékvezetők: Michael Weiland (CAN), Steven Anderson (USA), Ahmed Al-Shuwaili (IRQ) |

| 2021. július 31. 13:40 (6:40) | Olaszország (ITA)                       | 80–71     | Nigéria (NGR) | Saitama Super Arena, Szaitama Játékvezetők: Antonio Conde (ESP), Roberto Vázquez (PUR), Takaki Kato (JPN) |
| 2021. július 31. 13:40 (6:40) | (29–17, 11–22, 16–24, 24–8) Jegyzőkönyv |           |               | Saitama Super Arena, Szaitama Játékvezetők: Antonio Conde (ESP), Roberto Vázquez (PUR), Takaki Kato (JPN) |
| 2021. július 31. 13:40 (6:40) | Melli 15                                | Pont      | Metu 22       | Saitama Super Arena, Szaitama Játékvezetők: Antonio Conde (ESP), Roberto Vázquez (PUR), Takaki Kato (JPN) |
| 2021. július 31. 13:40 (6:40) | Vitali 6                                | Lepattanó | Metu 10       | Saitama Super Arena, Szaitama Játékvezetők: Antonio Conde (ESP), Roberto Vázquez (PUR), Takaki Kato (JPN) |
| 2021. július 31. 13:40 (6:40) | Fontecchio, Pajola 4                    | Gólpassz  | Metu 3        | Saitama Super Arena, Szaitama Játékvezetők: Antonio Conde (ESP), Roberto Vázquez (PUR), Takaki Kato (JPN) |

| 2021. július 31. 17:20 (10:20) | Ausztrália (AUS)                         | 89–76     | Németország (GER) | Saitama Super Arena, Szaitama Játékvezetők: Juan Fernández (ARG), Steven Anderson (USA), Omar Bermúdez (MEX) |
| 2021. július 31. 17:20 (10:20) | (18–22, 26–18, 22–19, 23–17) Jegyzőkönyv |           |                   | Saitama Super Arena, Szaitama Játékvezetők: Juan Fernández (ARG), Steven Anderson (USA), Omar Bermúdez (MEX) |
| 2021. július 31. 17:20 (10:20) | Mills 24                                 | Pont      | Obst 17           | Saitama Super Arena, Szaitama Játékvezetők: Juan Fernández (ARG), Steven Anderson (USA), Omar Bermúdez (MEX) |
| 2021. július 31. 17:20 (10:20) | Ingles 5                                 | Lepattanó | Voigtmann 13      | Saitama Super Arena, Szaitama Játékvezetők: Juan Fernández (ARG), Steven Anderson (USA), Omar Bermúdez (MEX) |
| 2021. július 31. 17:20 (10:20) | Mills 6                                  | Gólpassz  | Lô 5              | Saitama Super Arena, Szaitama Játékvezetők: Juan Fernández (ARG), Steven Anderson (USA), Omar Bermúdez (MEX) |

### C csoport
| Hely. | Csapat              | M | Gy | V | P+  | P–  | Pk  | P | Továbbjutás |
| ----- | ------------------- | - | -- | - | --- | --- | --- | - | ----------- |
| 1.    | Szlovénia (SLO)     | 3 | 3  | 0 | 329 | 268 | +61 | 6 | Negyeddöntő |
| 2.    | Spanyolország (ESP) | 3 | 2  | 1 | 256 | 243 | +13 | 5 | Negyeddöntő |
| 3.    | Argentína (ARG)     | 3 | 1  | 2 | 268 | 276 | −8  | 4 | Negyeddöntő |
| 4.    | Japán (JPN) (R)     | 3 | 0  | 3 | 235 | 301 | −66 | 3 |             |

| 2021. július 26. 13:40 (6:40) | Argentína (ARG)              | 100–118   | Szlovénia (SLO) | Saitama Super Arena, Szaitama Játékvezetők: Steven Anderson (USA), Yohan Rosso (FRA), Yu Jung (TPE) |
| 2021. július 26. 13:40 (6:40) | (24–32, 18–30, 24–26, 34–30) |           |                 | Saitama Super Arena, Szaitama Játékvezetők: Steven Anderson (USA), Yohan Rosso (FRA), Yu Jung (TPE) |
| 2021. július 26. 13:40 (6:40) | Scola 23                     | Pont      | Dončić 48       | Saitama Super Arena, Szaitama Játékvezetők: Steven Anderson (USA), Yohan Rosso (FRA), Yu Jung (TPE) |
| 2021. július 26. 13:40 (6:40) | Deck 8                       | Lepattanó | Tobey 14        | Saitama Super Arena, Szaitama Játékvezetők: Steven Anderson (USA), Yohan Rosso (FRA), Yu Jung (TPE) |
| 2021. július 26. 13:40 (6:40) | Vildoza 5                    | Gólpassz  | Dončić 5        | Saitama Super Arena, Szaitama Játékvezetők: Steven Anderson (USA), Yohan Rosso (FRA), Yu Jung (TPE) |

| 2021. július 26. 21:00 (14:00) | Japán (JPN)                              | 77–88     | Spanyolország (ESP) | Saitama Super Arena, Szaitama Játékvezetők: Aleksandar Glišić (SRB), Mārtiņš Kozlovskis (LAT), Rabah Noujaim (LIB) |
| 2021. július 26. 21:00 (14:00) | (14–18, 14–30, 28–21, 21–19) Jegyzőkönyv |           |                     | Saitama Super Arena, Szaitama Játékvezetők: Aleksandar Glišić (SRB), Mārtiņš Kozlovskis (LAT), Rabah Noujaim (LIB) |
| 2021. július 26. 21:00 (14:00) | Hacsimura 20                             | Pont      | Rubio 20            | Saitama Super Arena, Szaitama Játékvezetők: Aleksandar Glišić (SRB), Mārtiņš Kozlovskis (LAT), Rabah Noujaim (LIB) |
| 2021. július 26. 21:00 (14:00) | Vatanabe 8                               | Lepattanó | Claver 9            | Saitama Super Arena, Szaitama Játékvezetők: Aleksandar Glišić (SRB), Mārtiņš Kozlovskis (LAT), Rabah Noujaim (LIB) |
| 2021. július 26. 21:00 (14:00) | Baba, Tanaka 5                           | Gólpassz  | Rubio 9             | Saitama Super Arena, Szaitama Játékvezetők: Aleksandar Glišić (SRB), Mārtiņš Kozlovskis (LAT), Rabah Noujaim (LIB) |

| 2021. július 29. 13:40 (6:40) | Szlovénia (SLO)                          | 116–81    | Japán (JPN)           | Saitama Super Arena, Szaitama Játékvezetők: Aleksandar Glišić (SRB), Michael Weiland (CAN), Ferdinand Pascual (PHI) |
| 2021. július 29. 13:40 (6:40) | (29–23, 24–18, 27–23, 36–17) Jegyzőkönyv |           |                       | Saitama Super Arena, Szaitama Játékvezetők: Aleksandar Glišić (SRB), Michael Weiland (CAN), Ferdinand Pascual (PHI) |
| 2021. július 29. 13:40 (6:40) | Dončić 25                                | Pont      | Hacsimura 34          | Saitama Super Arena, Szaitama Játékvezetők: Aleksandar Glišić (SRB), Michael Weiland (CAN), Ferdinand Pascual (PHI) |
| 2021. július 29. 13:40 (6:40) | Tobey 11                                 | Lepattanó | Hacsimura, Vatanabe 7 | Saitama Super Arena, Szaitama Játékvezetők: Aleksandar Glišić (SRB), Michael Weiland (CAN), Ferdinand Pascual (PHI) |
| 2021. július 29. 13:40 (6:40) | Dončić 7                                 | Gólpassz  | Hacsimura, Tanaka 3   | Saitama Super Arena, Szaitama Játékvezetők: Aleksandar Glišić (SRB), Michael Weiland (CAN), Ferdinand Pascual (PHI) |

| 2021. július 29. 21:00 (14:00) | Spanyolország (ESP)                     | 81–71     | Argentína (ARG) | Saitama Super Arena, Szaitama Játékvezetők: Yohan Rosso (FRA), Maj Forsberg (DEN), Andreia Silva (BRA) |
| 2021. július 29. 21:00 (14:00) | (20–25, 20–9, 21–19, 20–18) Jegyzőkönyv |           |                 | Saitama Super Arena, Szaitama Játékvezetők: Yohan Rosso (FRA), Maj Forsberg (DEN), Andreia Silva (BRA) |
| 2021. július 29. 21:00 (14:00) | Rubio 26                                | Pont      | Laprovittola 27 | Saitama Super Arena, Szaitama Játékvezetők: Yohan Rosso (FRA), Maj Forsberg (DEN), Andreia Silva (BRA) |
| 2021. július 29. 21:00 (14:00) | P. Gasol 8                              | Lepattanó | Deck 8          | Saitama Super Arena, Szaitama Játékvezetők: Yohan Rosso (FRA), Maj Forsberg (DEN), Andreia Silva (BRA) |
| 2021. július 29. 21:00 (14:00) | M. Gasol 5                              | Gólpassz  | Laprovittola 4  | Saitama Super Arena, Szaitama Játékvezetők: Yohan Rosso (FRA), Maj Forsberg (DEN), Andreia Silva (BRA) |

| 2021. augusztus 1. 13:40 (6:40) | Argentína (ARG)                          | 97–77     | Japán (JPN)     | Saitama Super Arena, Szaitama Játékvezetők: Roberto Vázquez (PUR), Mārtiņš Kozlovskis (LAT), Michael Weiland (CAN) |
| 2021. augusztus 1. 13:40 (6:40) | (26–16, 20–22, 19–15, 32–24) Jegyzőkönyv |           |                 | Saitama Super Arena, Szaitama Játékvezetők: Roberto Vázquez (PUR), Mārtiņš Kozlovskis (LAT), Michael Weiland (CAN) |
| 2021. augusztus 1. 13:40 (6:40) | Scola 23                                 | Pont      | Baba 18         | Saitama Super Arena, Szaitama Játékvezetők: Roberto Vázquez (PUR), Mārtiņš Kozlovskis (LAT), Michael Weiland (CAN) |
| 2021. augusztus 1. 13:40 (6:40) | Scola 10                                 | Lepattanó | Hacsimura 11    | Saitama Super Arena, Szaitama Játékvezetők: Roberto Vázquez (PUR), Mārtiņš Kozlovskis (LAT), Michael Weiland (CAN) |
| 2021. augusztus 1. 13:40 (6:40) | Campazzo 11                              | Gólpassz  | három játékos 3 | Saitama Super Arena, Szaitama Játékvezetők: Roberto Vázquez (PUR), Mārtiņš Kozlovskis (LAT), Michael Weiland (CAN) |

| 2021. augusztus 1. 17:20 (10:20) | Spanyolország (ESP)                      | 87–95     | Szlovénia (SLO)  | Saitama Super Arena, Szaitama Játékvezetők: Ademir Zurapović (BIH), Yohan Rosso (FRA), Matthew Kallio (CAN) |
| 2021. augusztus 1. 17:20 (10:20) | (24–20, 20–21, 26–27, 17–27) Jegyzőkönyv |           |                  | Saitama Super Arena, Szaitama Játékvezetők: Ademir Zurapović (BIH), Yohan Rosso (FRA), Matthew Kallio (CAN) |
| 2021. augusztus 1. 17:20 (10:20) | Rubio 18                                 | Pont      | Čančar 22        | Saitama Super Arena, Szaitama Játékvezetők: Ademir Zurapović (BIH), Yohan Rosso (FRA), Matthew Kallio (CAN) |
| 2021. augusztus 1. 17:20 (10:20) | Claver, M. Gasol 6                       | Lepattanó | Dončić, Tobey 14 | Saitama Super Arena, Szaitama Játékvezetők: Ademir Zurapović (BIH), Yohan Rosso (FRA), Matthew Kallio (CAN) |
| 2021. augusztus 1. 17:20 (10:20) | Rubio 6                                  | Gólpassz  | Dončić 9         | Saitama Super Arena, Szaitama Játékvezetők: Ademir Zurapović (BIH), Yohan Rosso (FRA), Matthew Kallio (CAN) |

### Harmadik helyezett csapatok sorrendje
| Hely. | Csapat            | M | Gy | V | P+  | P–  | Pk  | P | Továbbjutás |
| ----- | ----------------- | - | -- | - | --- | --- | --- | - | ----------- |
| 1.    | Argentína (ARG)   | 3 | 1  | 2 | 268 | 276 | −8  | 4 | Negyeddöntő |
| 2.    | Németország (GER) | 3 | 1  | 2 | 257 | 273 | −16 | 4 | Negyeddöntő |
| 3.    | Csehország (CZE)  | 3 | 1  | 2 | 245 | 294 | −49 | 4 |             |

## Egyenes kieséses szakasz
A negyeddöntő párosításait egy sorsolás döntötte el, melyet a csoportkör befejezése utána augusztus 1-jén tartottak. Egy kiemelt csapatot egy nem kiemelt csapattal párosítottak.
A csapatokat két kalapba osztották
- A D kalapba került a három első helyezett és a legjobb második helyezett.
- Az E kalapba került a többi második helyezett és a két legjobb harmadik helyezett.

A sorsolás kritériumai:
- Egy D kalapos csapatot egy E kalapos csapattal párosítottak.
- Az azonos csoportból érkezők nem játszhattak egymással a negyeddöntőben.
- A D kalapban lévő második helyezett csapat nem volt sorsolható az E kalapban lévő harmadik helyezett csapatokkal.

### Rangsorolás
| Hely. | Csapat                 | M | Gy | V | P+  | P–  | Pk  | P | Továbbjutás           |
| ----- | ---------------------- | - | -- | - | --- | --- | --- | - | --------------------- |
| 1.    | Szlovénia (SLO)        | 3 | 3  | 0 | 329 | 268 | +61 | 6 | Kiemelt (D kalap)     |
| 2.    | Franciaország (FRA)    | 3 | 3  | 0 | 259 | 215 | +44 | 6 | Kiemelt (D kalap)     |
| 3.    | Ausztrália (AUS)       | 3 | 3  | 0 | 259 | 226 | +33 | 6 | Kiemelt (D kalap)     |
|       |                        |   |    |   |     |     |     |   |                       |
| 4.    | Egyesült Államok (USA) | 3 | 2  | 1 | 315 | 233 | +82 | 5 | Kiemelt (D kalap)     |
| 5.    | Olaszország (ITA)      | 3 | 2  | 1 | 255 | 239 | +16 | 5 | Nem kiemelt (E kalap) |
| 6.    | Spanyolország (ESP)    | 3 | 2  | 1 | 256 | 243 | +13 | 5 | Nem kiemelt (E kalap) |
|       |                        |   |    |   |     |     |     |   |                       |
| 7.    | Argentína (ARG)        | 3 | 1  | 2 | 268 | 276 | −8  | 4 | Nem kiemelt (E kalap) |
| 8.    | Németország (GER)      | 3 | 1  | 2 | 257 | 273 | −16 | 4 | Nem kiemelt (E kalap) |

### Ágrajz
|  |                        |                        |                        |                        |    |                        |                        |                 |                 |               |               |       |       |
|  | Negyeddöntők           | Negyeddöntők           | Negyeddöntők           |                        |    | Elődöntők              | Elődöntők              | Elődöntők       |                 |               | Döntő         | Döntő | Döntő |
|  | Negyeddöntők           | Negyeddöntők           | Negyeddöntők           |                        |    | Elődöntők              | Elődöntők              | Elődöntők       |                 |               | Döntő         | Döntő | Döntő |
|  | augusztus 3.           |                        |                        |                        |    |                        |                        |                 |                 |               |               |       |       |
|  |                        |                        |                        |                        |    |                        |                        |                 |                 |               |               |       |       |
|  | Olaszország (ITA)      | Olaszország (ITA)      | 75                     |                        |    |                        |                        |                 |                 |               |               |       |       |
|  | Olaszország (ITA)      | Olaszország (ITA)      | 75                     | augusztus 5.           |    |                        |                        |                 |                 |               |               |       |       |
|  | Franciaország (FRA)    | Franciaország (FRA)    | 84                     |                        |    |                        |                        |                 |                 |               |               |       |       |
|  | Franciaország (FRA)    | Franciaország (FRA)    | 84                     |                        |    | Franciaország (FRA)    | Franciaország (FRA)    | 90              |                 |               |               |       |       |
|  | augusztus 3.           |                        |                        |                        |    | Franciaország (FRA)    | Franciaország (FRA)    | 90              |                 |               |               |       |       |
|  |                        |                        | Szlovénia (SLO)        | Szlovénia (SLO)        | 89 |                        |                        |                 |                 |               |               |       |       |
|  | Szlovénia (SLO)        | Szlovénia (SLO)        | Szlovénia (SLO)        | Szlovénia (SLO)        | 89 | 94                     |                        |                 |                 |               |               |       |       |
|  | Szlovénia (SLO)        | Szlovénia (SLO)        |                        |                        |    | 94                     | augusztus 7.           |                 |                 |               |               |       |       |
|  | Németország (GER)      | Németország (GER)      | 70                     |                        |    |                        |                        |                 |                 |               |               |       |       |
|  | Németország (GER)      | Németország (GER)      | 70                     |                        |    | Franciaország (FRA)    | Franciaország (FRA)    | 82              |                 |               |               |       |       |
|  | augusztus 3.           |                        |                        |                        |    | Franciaország (FRA)    | Franciaország (FRA)    | 82              |                 |               |               |       |       |
|  |                        |                        | Egyesült Államok (USA) | Egyesült Államok (USA) | 87 |                        |                        |                 |                 |               |               |       |       |
|  | Spanyolország (ESP)    | Spanyolország (ESP)    | Egyesült Államok (USA) | Egyesült Államok (USA) | 87 | 81                     |                        |                 |                 |               |               |       |       |
|  | Spanyolország (ESP)    | Spanyolország (ESP)    | augusztus 5.           |                        |    | 81                     |                        |                 |                 |               |               |       |       |
|  | Egyesült Államok (USA) | Egyesült Államok (USA) | 95                     |                        |    |                        |                        |                 |                 |               |               |       |       |
|  | Egyesült Államok (USA) | Egyesült Államok (USA) | 95                     |                        |    | Egyesült Államok (USA) | Egyesült Államok (USA) | 97              | Bronzmérkőzés   | Bronzmérkőzés | Bronzmérkőzés |       |       |
|  | augusztus 3.           |                        |                        |                        |    | Egyesült Államok (USA) | Egyesült Államok (USA) | 97              | Bronzmérkőzés   | Bronzmérkőzés | Bronzmérkőzés |       |       |
|  |                        |                        | Ausztrália (AUS)       | Ausztrália (AUS)       | 78 |                        |                        | augusztus 7.    | augusztus 7.    | augusztus 7.  |               |       |       |
|  | Ausztrália (AUS)       | Ausztrália (AUS)       | Ausztrália (AUS)       | Ausztrália (AUS)       | 78 | 97                     |                        | augusztus 7.    | augusztus 7.    | augusztus 7.  |               |       |       |
|  | Ausztrália (AUS)       | Ausztrália (AUS)       |                        |                        |    |                        |                        | Szlovénia (SLO) | Szlovénia (SLO) | 93            |               |       |       |
|  | Argentína (ARG)        | Argentína (ARG)        | 59                     |                        |    |                        |                        | Szlovénia (SLO) | Szlovénia (SLO) | 93            |               |       |       |
|  | Argentína (ARG)        | Argentína (ARG)        | 59                     |                        |    | Ausztrália (AUS)       | Ausztrália (AUS)       | 107             |                 |               |               |       |       |
|  |                        |                        |                        |                        |    | Ausztrália (AUS)       | Ausztrália (AUS)       | 107             |                 |               |               |       |       |

### Negyeddöntők
| 2021. augusztus 3. 10:00 (3:00) | Szlovénia (SLO)                          | 94–70     | Németország (GER) | Saitama Super Arena, Szaitama Játékvezetők: Ademir Zurapović (BIH), Matthew Kallio (CAN), Omar Bermúdez (MEX) |
| 2021. augusztus 3. 10:00 (3:00) | (25–14, 19–23, 22–17, 28–16) Jegyzőkönyv |           |                   | Saitama Super Arena, Szaitama Játékvezetők: Ademir Zurapović (BIH), Matthew Kallio (CAN), Omar Bermúdez (MEX) |
| 2021. augusztus 3. 10:00 (3:00) | Dragić 27                                | Pont      | Lô 11             | Saitama Super Arena, Szaitama Játékvezetők: Ademir Zurapović (BIH), Matthew Kallio (CAN), Omar Bermúdez (MEX) |
| 2021. augusztus 3. 10:00 (3:00) | Tobey 11                                 | Lepattanó | Bonga 7           | Saitama Super Arena, Szaitama Játékvezetők: Ademir Zurapović (BIH), Matthew Kallio (CAN), Omar Bermúdez (MEX) |
| 2021. augusztus 3. 10:00 (3:00) | Dončić 11                                | Gólpassz  | Bonga 3           | Saitama Super Arena, Szaitama Játékvezetők: Ademir Zurapović (BIH), Matthew Kallio (CAN), Omar Bermúdez (MEX) |

| 2021. augusztus 3. 13:40 (6:40) | Spanyolország (ESP)                      | 81–95     | Egyesült Államok (USA) | Saitama Super Arena, Szaitama Játékvezetők: Guilherme Locatelli (BRA), Yohan Rosso (FRA), Michael Weiland (CAN) |
| 2021. augusztus 3. 13:40 (6:40) | (21–19, 22–24, 20–26, 18–26) Jegyzőkönyv |           |                        | Saitama Super Arena, Szaitama Játékvezetők: Guilherme Locatelli (BRA), Yohan Rosso (FRA), Michael Weiland (CAN) |
| 2021. augusztus 3. 13:40 (6:40) | Rubio 38                                 | Pont      | Durant 29              | Saitama Super Arena, Szaitama Játékvezetők: Guilherme Locatelli (BRA), Yohan Rosso (FRA), Michael Weiland (CAN) |
| 2021. augusztus 3. 13:40 (6:40) | Hernangómez 10                           | Lepattanó | Booker 9               | Saitama Super Arena, Szaitama Játékvezetők: Guilherme Locatelli (BRA), Yohan Rosso (FRA), Michael Weiland (CAN) |
| 2021. augusztus 3. 13:40 (6:40) | Hernangómez 3                            | Gólpassz  | Booker, Holiday 5      | Saitama Super Arena, Szaitama Játékvezetők: Guilherme Locatelli (BRA), Yohan Rosso (FRA), Michael Weiland (CAN) |

| 2021. augusztus 3. 17:20 (10:20) | Olaszország (ITA)                        | 75–84     | Franciaország (FRA) | Saitama Super Arena, Szaitama Játékvezetők: Roberto Vázquez (PUR), Juan Fernández (ARG), Steven Anderson (USA) |
| 2021. augusztus 3. 17:20 (10:20) | (25–20, 17–23, 12–21, 21–20) Jegyzőkönyv |           |                     | Saitama Super Arena, Szaitama Játékvezetők: Roberto Vázquez (PUR), Juan Fernández (ARG), Steven Anderson (USA) |
| 2021. augusztus 3. 17:20 (10:20) | Fontecchio 23                            | Pont      | Gobert 22           | Saitama Super Arena, Szaitama Játékvezetők: Roberto Vázquez (PUR), Juan Fernández (ARG), Steven Anderson (USA) |
| 2021. augusztus 3. 17:20 (10:20) | Gallinari 10                             | Lepattanó | Batum 14            | Saitama Super Arena, Szaitama Játékvezetők: Roberto Vázquez (PUR), Juan Fernández (ARG), Steven Anderson (USA) |
| 2021. augusztus 3. 17:20 (10:20) | Pajola 6                                 | Gólpassz  | de Colo 7           | Saitama Super Arena, Szaitama Játékvezetők: Roberto Vázquez (PUR), Juan Fernández (ARG), Steven Anderson (USA) |

| 2021. augusztus 3. 21:00 (14:00) | Ausztrália (AUS)                         | 97–59     | Argentína (ARG) | Saitama Super Arena, Szaitama Játékvezetők: Antonio Conde (ESP), Aleksandar Glišić (SRB), Mārtiņš Kozlovskis (LAT) |
| 2021. augusztus 3. 21:00 (14:00) | (18–22, 21–11, 21–15, 37–11) Jegyzőkönyv |           |                 | Saitama Super Arena, Szaitama Játékvezetők: Antonio Conde (ESP), Aleksandar Glišić (SRB), Mārtiņš Kozlovskis (LAT) |
| 2021. augusztus 3. 21:00 (14:00) | Mills 18                                 | Pont      | Laprovíttola 16 | Saitama Super Arena, Szaitama Játékvezetők: Antonio Conde (ESP), Aleksandar Glišić (SRB), Mārtiņš Kozlovskis (LAT) |
| 2021. augusztus 3. 21:00 (14:00) | Kay 10                                   | Lepattanó | Deck 10         | Saitama Super Arena, Szaitama Játékvezetők: Antonio Conde (ESP), Aleksandar Glišić (SRB), Mārtiņš Kozlovskis (LAT) |
| 2021. augusztus 3. 21:00 (14:00) | Ingles 7                                 | Gólpassz  | Campazzo 5      | Saitama Super Arena, Szaitama Játékvezetők: Antonio Conde (ESP), Aleksandar Glišić (SRB), Mārtiņš Kozlovskis (LAT) |

### Elődöntők
| 2021. augusztus 5. 13:15 (6:15) | Egyesült Államok (USA)                   | 97–78     | Ausztrália (AUS) | Saitama Super Arena, Szaitama Játékvezetők: Ademir Zurapović (BIH), Michael Weiland (CAN), Manuel Mazzoni (ITA) |
| 2021. augusztus 5. 13:15 (6:15) | (18–24, 24–21, 32–10, 23–23) Jegyzőkönyv |           |                  | Saitama Super Arena, Szaitama Játékvezetők: Ademir Zurapović (BIH), Michael Weiland (CAN), Manuel Mazzoni (ITA) |
| 2021. augusztus 5. 13:15 (6:15) | Durant 23                                | Pont      | Mills 15         | Saitama Super Arena, Szaitama Játékvezetők: Ademir Zurapović (BIH), Michael Weiland (CAN), Manuel Mazzoni (ITA) |
| 2021. augusztus 5. 13:15 (6:15) | Durant 9                                 | Lepattanó | Landale 6        | Saitama Super Arena, Szaitama Játékvezetők: Ademir Zurapović (BIH), Michael Weiland (CAN), Manuel Mazzoni (ITA) |
| 2021. augusztus 5. 13:15 (6:15) | Holiday 8                                | Gólpassz  | Mills 8          | Saitama Super Arena, Szaitama Játékvezetők: Ademir Zurapović (BIH), Michael Weiland (CAN), Manuel Mazzoni (ITA) |

| 2021. augusztus 5. 20:00 (13:00) | Franciaország (FRA)                      | 90–89     | Szlovénia (SLO) | Saitama Super Arena, Szaitama Játékvezetők: Guilherme Locatelli (BRA), Juan Fernández (ARG), Mārtiņš Kozlovskis (LAT) |
| 2021. augusztus 5. 20:00 (13:00) | (27–29, 15–15, 29–21, 19–24) Jegyzőkönyv |           |                 | Saitama Super Arena, Szaitama Játékvezetők: Guilherme Locatelli (BRA), Juan Fernández (ARG), Mārtiņš Kozlovskis (LAT) |
| 2021. augusztus 5. 20:00 (13:00) | De Colo 25                               | Pont      | Tobey 23        | Saitama Super Arena, Szaitama Játékvezetők: Guilherme Locatelli (BRA), Juan Fernández (ARG), Mārtiņš Kozlovskis (LAT) |
| 2021. augusztus 5. 20:00 (13:00) | Gobert 16                                | Lepattanó | Dončić 10       | Saitama Super Arena, Szaitama Játékvezetők: Guilherme Locatelli (BRA), Juan Fernández (ARG), Mārtiņš Kozlovskis (LAT) |
| 2021. augusztus 5. 20:00 (13:00) | De Colo 5                                | Gólpassz  | Dončić 18       | Saitama Super Arena, Szaitama Játékvezetők: Guilherme Locatelli (BRA), Juan Fernández (ARG), Mārtiņš Kozlovskis (LAT) |

### Bronzmérkőzés
| 2021. augusztus 7. 20:00 (13:00) | Szlovénia (SLO)                          | 93–107    | Ausztrália (AUS) | Saitama Super Arena, Szaitama Játékvezetők: Roberto Vázquez (PUR), Yohan Rosso (FRA), Matthew Kallio (CAN) |
| 2021. augusztus 7. 20:00 (13:00) | (19–20, 26–33, 22–25, 26–29) Jegyzőkönyv |           |                  | Saitama Super Arena, Szaitama Játékvezetők: Roberto Vázquez (PUR), Yohan Rosso (FRA), Matthew Kallio (CAN) |
| 2021. augusztus 7. 20:00 (13:00) | Dončić 22                                | Pont      | Mills 42         | Saitama Super Arena, Szaitama Játékvezetők: Roberto Vázquez (PUR), Yohan Rosso (FRA), Matthew Kallio (CAN) |
| 2021. augusztus 7. 20:00 (13:00) | Dončić 8                                 | Lepattanó | Ingles 9         | Saitama Super Arena, Szaitama Játékvezetők: Roberto Vázquez (PUR), Yohan Rosso (FRA), Matthew Kallio (CAN) |
| 2021. augusztus 7. 20:00 (13:00) | Dončić 7                                 | Gólpassz  | Mills 9          | Saitama Super Arena, Szaitama Játékvezetők: Roberto Vázquez (PUR), Yohan Rosso (FRA), Matthew Kallio (CAN) |

### Döntő
| 2021. augusztus 7. 11:30 (4:30) | Franciaország (FRA)                      | 82–87     | Egyesült Államok (USA) | Saitama Super Arena, Szaitama Játékvezetők: Guilherme Locatelli (BRA), Ademir Zurapović (BIH), Michael Weiland (CAN) |
| 2021. augusztus 7. 11:30 (4:30) | (18–22, 21–22, 24–27, 19–16) Jegyzőkönyv |           |                        | Saitama Super Arena, Szaitama Játékvezetők: Guilherme Locatelli (BRA), Ademir Zurapović (BIH), Michael Weiland (CAN) |
| 2021. augusztus 7. 11:30 (4:30) | Fournier, Gobert 16                      | Pont      | Durant 29              | Saitama Super Arena, Szaitama Játékvezetők: Guilherme Locatelli (BRA), Ademir Zurapović (BIH), Michael Weiland (CAN) |
| 2021. augusztus 7. 11:30 (4:30) | Gobert 8                                 | Lepattanó | Tatum 7                | Saitama Super Arena, Szaitama Játékvezetők: Guilherme Locatelli (BRA), Ademir Zurapović (BIH), Michael Weiland (CAN) |
| 2021. augusztus 7. 11:30 (4:30) | de Colo 7                                | Gólpassz  | Green 5                | Saitama Super Arena, Szaitama Játékvezetők: Guilherme Locatelli (BRA), Ademir Zurapović (BIH), Michael Weiland (CAN) |

## Végső ranglista
| Helyezés | Csapat           |
| -------- | ---------------- |
| Arany    | Egyesült Államok |
| Ezüst    | Franciaország    |
| Bronz    | Ausztrália       |
| 4.       | Szlovénia        |
| 5.       | Olaszország      |
| 6.       | Spanyolország    |
| 7.       | Argentína        |
| 8.       | Németország      |
| 9.       | Csehország       |
| 10.      | Nigéria          |
| 11.      | Japán            |
| 12.      | Irán             |